# Sistema Internacional de Numeração
International Numbering System (ou Sistema Internacional de Numeração), também conhecido pelo acrônimo INS, é o sistema numérico elaborado pelo Codex Committee on Food Additives and Contaminants (CCFAC) para identificação de contaminantes e aditivos alimentares ao invés de utilizar o próprio nome do aditivo. Entretanto, é importante notar que a existência de um INS não significa uma aprovação toxicológica da substância.